# Филиппов, Анатолий Петрович
Анатолий Петрович Филиппов (род. 29 ноября 1899, Глуховцы — 23 апреля 1978, Харьков) — советский учёный в области прикладной математики и механики. Основатель украинской научной школы механиков-энергомашиностроителей, что исследует вопросы механики твердого тела. Академик АН УССР, лауреат Государственной премии УССР в области науки и техники, Залуженный деятель науки и техники УССР.

## Биография
Родился в Винницкой области в селе Глуховцы в семье железнодорожника. В 1920 году окончил Харьковский технологический институт, а в 1922 году — физико-математический факультет Харьковского университета, где затем проходил аспирантуру на кафедре академика С. Н. Бернштейна. С 1930 года работал в высших учебных заведениях, в 1939 году получил звание профессора.
С 1930-х годов занимался научной деятельностью в области механики, колебаний и прочности конструкций в Харьковском научно-исследовательском институте сооружений и Институте математики и механики при Харьковском университете. Вопросами механических колебаний на Украине к созданию АН Украины почти не занимались. Среди исследований по вопросам колебания упругих систем труда А. П. Филиппова, обобщенные в монографии «Методы расчета сооружений на колебания» (1941), занимают значительное место.
С началом Великой Отечественной войны вступил в ряды действующей армии, а с 1943 года до конца войны работал в оборонной промышленности.
С 1946 года был куратором Харьковского филиала Института теплоэнергетики АН Украины, с 1954 года — лаборатории гидромашин АН Украины. Продолжал вести исследовательскую работу, основными направлениями которой были — прикладная теория упругости, теория колебаний механических систем, вопросы удара в упругой и упруго-пластической областях, влияние движения грузов на конструкции, оптимизация конструкции, оптимизация элементов конструкций.
В 1948 году получил степень доктора технических наук, защитив диссертацию на тему «Колебания упругих систем». В этом же году возглавил Харьковский филиал Института технической теплофизики АН Украины, на базе которого был создан Институт проблем машиностроения АН Украины. В 1972—1978 годах возглавлял Отдел нестационарных механических процессов Института проблем машиностроения. Одновременно с 1948 по 1961 год заведовал кафедрой Харьковского политехнического института.
В 1945 году был избран членом-корреспондентом, а в 1967 году — действительным членом АН Украины. В 1968 году получил звание Заслуженного деятеля науки и техники Украины.
Дальнейшие исследования А. П. Филиппова в области колебаний и пластических стержневых систем изложены им в монографиях «Колебания упругих систем» (1954), «Колебания механических систем» (1965), «Колебания деформируемых систем» (1970).
Умер 23 апреля 1978 года, был похоронен в Харькове.

## Научные труды
Автор более 130 научных работ, среди которых около 10 монографий. Основные работы:
- Методы расчета сооружений на колебания. – М.; Л.: Госстройиздат, 1940 [обл.: 1941]. – 232 с.
- Колебания упругих систем. — К.: Изд-во АН УССР, 1955.
- Колебания механических систем. — К.: Наук. думка, 1965. — 716 с.
- К вопросу об определения критических скоростей валов, имеющих нелинейные опоры / Соавт. Е. Г. Голосков // Динамика и прочность машин: Сб.-1965.-№ 1
- Нестационарные колебания механических систем / Соавт. Е. Г. Голосков. — К.: Наук. думка, 1966. — 336 с.
- Динамическое воздействие подвижных нагрузок на стержни / Соавт. С. С. Кохманюк.- К.: Наук. думка, 1967. — 132 с.
- Колебания деформируемых систем / Изд. 2-е, исправл. и доп. – М.: Машиностроение, 1970. – 736 с.
- Воздействие динамических нагрузок на элементы конструкций / Соавт.: С.С. Кохманюк, Ю.С. Воробьев. – К.: Наук. думка, 1974. – 176 с.
- Деформирование элементов конструкций под действием ударных и импульсных нагрузок / Соавт.: С.С. Кохманюк, Е.Г. Янютин. – К.: Наук. думка, 1978. – 183 с.

## Общественная деятельность
Неоднократно избирался депутатом Харьковского городского и областного Советов депутатов трудящихся, членом Президиума и заместителем председателя Харьковского областного Совета научно-технических обществ, членом национального комитета по теоретической и прикладной механике бывшего Союза.